# Jean-François Carteaux
Pour les articles homonymes, voir Carteaux.
Jean-François Carteaux, né à Gouhenans dans la Haute-Saône, le 31 janvier 1751, mort à Paris le 12 avril 1813, est un peintre devenu général français pendant la Révolution française.

## Biographie
Fils d'un dragon au régiment de Thianges, Jean-François Carteaux est élevé dans les garnisons et suit son père à l'Hôtel des Invalides où il reçoit une éducation en rapport avec sa position. Le peintre Gabriel-François Doyen, ayant remarqué dans le jeune Carteaux des dispositions pour le dessin, le prend sous sa protection et lui fait faire d'assez rapides progrès. 
Cependant son goût dominant pour la carrière des armes le fait servir quelques années dans plusieurs régiments. Il revient plus tard reprendre la palette et les pinceaux, fait plusieurs tableaux d'histoire et de batailles qui sont remarqués, et parcourt ensuite plusieurs contrées de l'Europe.
Rentré en France à l'époque de la Révolution française, il en embrasse les principes avec ardeur, et devient en juillet 1789, aide de camp du général commandant la place de Paris. Il n'abandonne pas pour autant son activité artistique et réalise un portrait équestre de Louis XVI en 1791.
Nommé lieutenant dans la garde nationale parisienne, il se distingue dans la journée du 10 août 1792, obtient d'abord le grade d'adjudant-général, et devient ensuite commandant d'une division de l'armée des Alpes.
Envoyé contre les insurgés du Midi, il les bat à Pont-Saint-Esprit le 13 juillet 1793, entre à Avignon le 25, bat à nouveau les royalistes à Cadenet) et les force à se disperser. Le 25 août, Marseille lui ouvre ses portes.
Désigné par la Convention pour diriger l'armée de siège de Toulon en 1793. Il installe son quartier général dans la bastide de Montauban, à Ollioules, dont la vue domine la rade de Toulon. Son chef de l'artillerie, le lieutenant-colonel Elzéar-Auguste Cousin de Dommartin, ayant été blessé en septembre 1793, celui-ci est remplacé par le jeune capitaine Napoléon Bonaparte que Carteaux n'apprécie guère et qui pourtant aura un rôle décisif dans la prise de la ville.
Il quitte ce commandement pour passer successivement à ceux de l'armée d'Italie et de l'armée des Alpes. Arrêté à Marseille par ordre du Comité de salut public, il est transféré et enfermé à la Conciergerie le 2 janvier 1794.
Rendu à la liberté après la journée du 9 thermidor, il se voit confier par le gouvernement le commandement d'un corps d'observation en Normandie, destiné à soutenir l'armée du général Hoche dans l'Ouest. Destitué peu après, il proteste énergiquement contre cet acte, est réintégré dans son grade, et défend la Convention au 13 vendémiaire an IV (octobre 1795).
Le Premier Consul le nomme en 1801, l'un des administrateurs de la Loterie nationale, et lui confie en 1804, l'administration provisoire de la principauté de Piombino.
Rentré en France en 1805, il obtient de l'Empereur une pension de retraite, et vécut dès lors entièrement éloigné des affaires.
Il meurt à Paris le 12 avril 1813 à l'âge de 62 ans.

## Pour approfondir